# Carlo da Sezze
Carlo da Sezze, egentligen Giancarlo Marchionne, född 19 oktober 1613 i Sezze, död 6 januari 1670 i Rom, var en italiensk franciskanbroder. Han blev franciskan år 1636 och tjänstgjorde i olika kloster som bland annat kock och sakristan. I oktober 1648 bevistade Carlo den heliga mässan i kyrkan San Giuseppe a Capo le Case. En ljusstråle från den upplyfta hostian trängde in i hans sida och han blev stigmatiserad. Carlo uppsöktes för vägledning i andliga frågor, bland annat av påvarna Innocentius X och Alexander VII.
Carlo da Sezze dog av lungsäcksinflammation år 1670. Hans reliker vördas i kyrkan San Francesco a Ripa i Trastevere i Rom.

## Bilder
| - Carlo da Sezzes reliker i kyrkan San Francesco a Ripa i Rom. |